# Havsbad

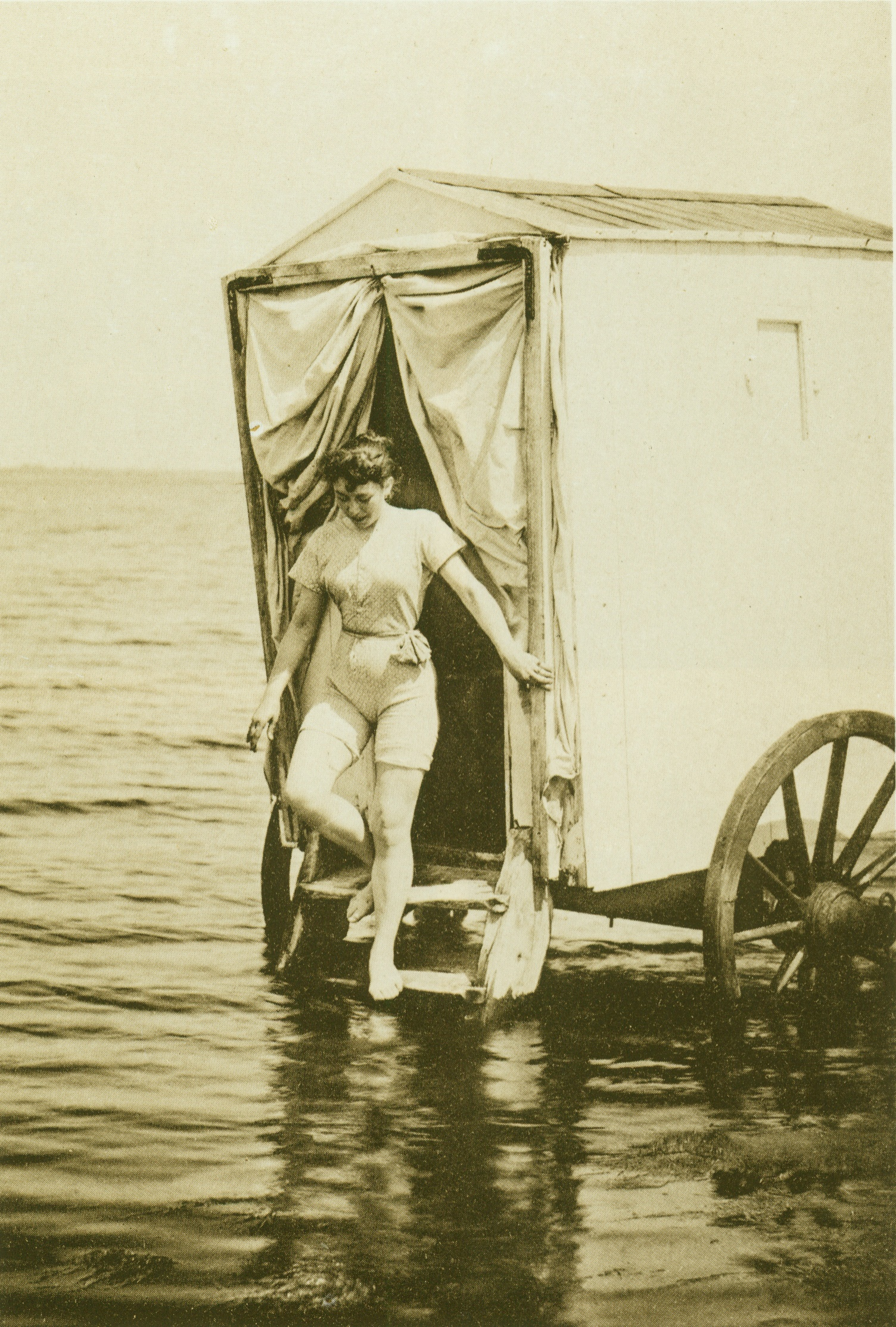
Havsbad från en badvagn 1893.

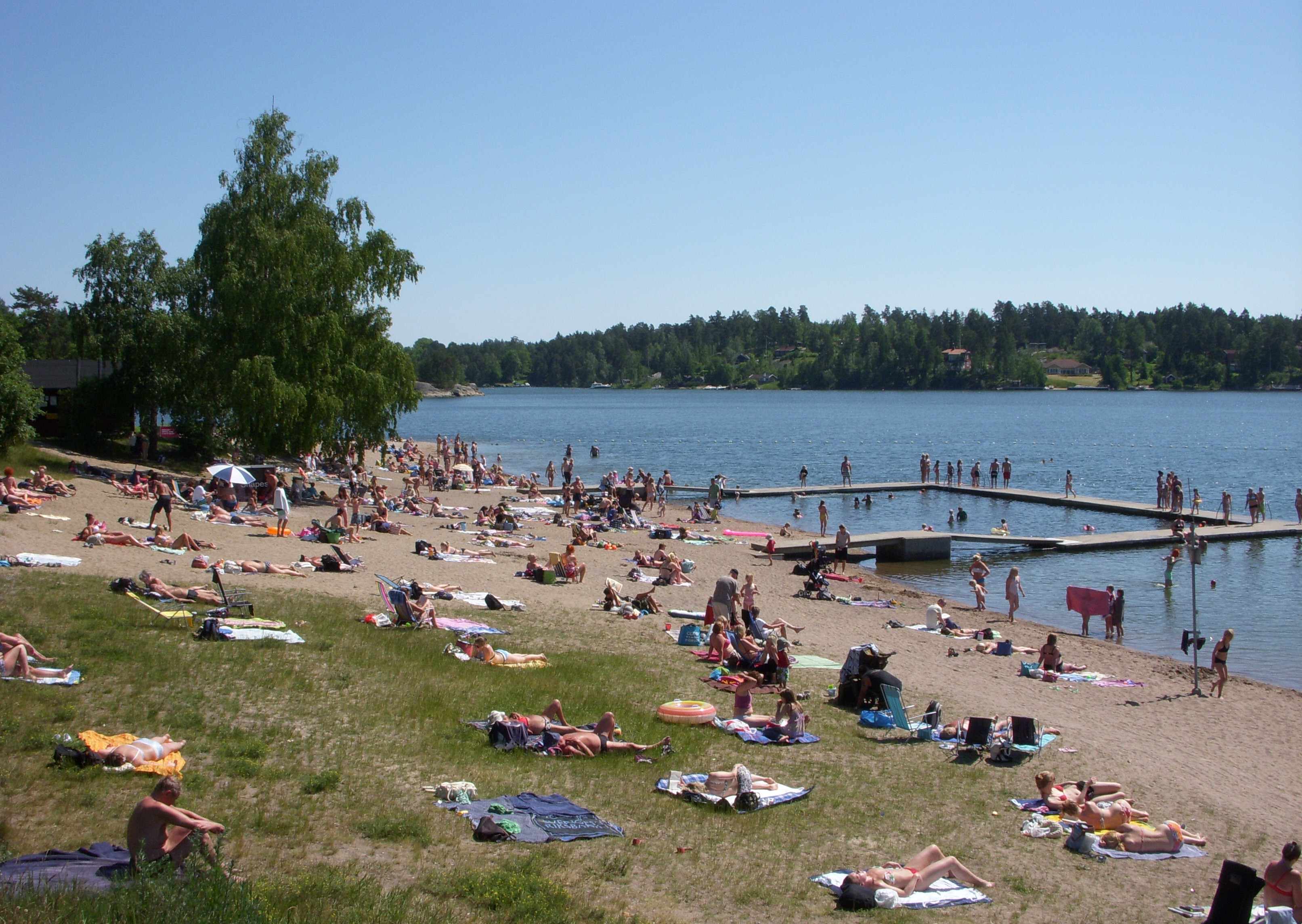
Grisslinge havsbad 2009.

Havsbad kallas en badplats vid ett hav. Även själva badandet i havet kan gå under benämningen havsbad.

## Historik
Redan på 1700-talet ansågs att bad i havsvatten i kombination med den salthaltiga luften skulle vara hälsosam. Som föregångare gäller bland andra Gerhard Otto Christoph Janus, präst på nordsjöön Juist, som 1783 ansökte om kungligt tillstånd att få inrätta ett havsbad på ön.  I Tyskland öppnade det första havsbadet  1793 i Heiligendamm som även var Europas första i sitt slag. 
År 1811 inrättades ett havsbad vid Svartekällan i Varberg, som från början var en hälsobrunn. I slutet av 1890-talet och början av 1900-talet etablerades de första svenska havsbaden utan brunnsinrättning  i Mölle, Saltsjöbaden och Falsterbo. Saltsjöbadens förebild var badorten Trouville-sur-Mer i Normandie i nordvästra Frankrike. Till en början vände man sig till den välbärgade delen av befolkningen, därför hörde till själva badet även hotell och restaurang samt diverse idrottsanläggningar och annan förströelse.  

## Exempel för svenska havsbad
I alfabetisk ordning:
- Byske havsbad
- Grisslinge havsbad
- Gålö havsbad
- Nickstabadet
- Nynäs havsbad
- Pite havsbad
- Rullsand
- Salusands havsbad
- Saltsjöbadens friluftsbad
- Schweizerbadet
- Tylösand
- Årsta havsbad